# Chrysometa acinosa
Chrysometa acinosa este o specie de păianjeni din genul Chrysometa, familia Tetragnathidae, descrisă de A[ac. acute și Lvarez-padilla în anul 2007. Conform Catalogue of Life specia Chrysometa acinosa nu are subspecii cunoscute.